# Rolls-Royce Silver Spirit
Rolls-Royce Silver Spirit är en personbil, tillverkad av den brittiska biltillverkaren Rolls-Royce mellan 1980 och 1998.

## Mark I
Silver Spirit och dess systermodell Silver Spur, med lång hjulbas, introducerades 1980. Karossen var helt ny, annars övertogs det mesta av tekniken från föregångaren Silver Shadow, inklusive V8-motorn. Bilen hade automatisk nivåreglering, nu från Girling.
Silver Spirit var den första Rolls där maskoten Spirit of Ecstasy försvann ner i kylaren om någon försökte stjäla den.
Mulliner Park Ward byggde ett antal förlängda limousiner på Silver Spur-bas.

## Mark II
Silver Spirit II och Silver Spur II introducerades på Frankfurt-salongen 1989. Största nyheten var automatiskt justerbara stötdämpare.

## Mark III
1993 kom Silver Spirit III och Silver Spur III, med modifierad motor. Nytt insug och nya cylinderhuvuden gav högre effekt. Bilen hade även dubbla krockkuddar och nya framstolar.

## Flying Spur
Mellan 1994 och 1995 byggdes Flying Spur med turbomotor från Bentley Turbo R.

## Mark IV
Den sista uppdateringen av Silver Spirit och Silver Spur introducerades i slutet av 1995, men redan ett år tidigare hade Silver Dawn tillkommit på USA-marknaden. 1996 presenterades limousinen Park Ward, samtidigt som Silver Spirit försvann. Från 1997 blev den långa hjulbasen standard på alla modeller, liksom turbomotor.

## Tillverkning
| Modell                | Årsmodell | Antal |
| --------------------- | --------- | ----- |
| Silver Spirit         | 1980-89   | 8 129 |
| Silver Spur           | 1980-89   | 6 264 |
| Silver Spur Limousine | 1982-88   | 101   |
| Silver Spirit II      | 1990-92   | 1 152 |
| Silver Spur II        | 1990-92   | 1 658 |
| Silver Spirit III     | 1993-94   | 211   |
| Silver Spur III       | 1993-94   | 430   |
| Flying Spur           | 1994-95   | 134   |
| Silver Spirit         | 1995-96   | 122   |
| Silver Dawn           | 1994-98   | 237   |
| Silver Spur           | 1995-98   | 507   |
| Park Ward             | 1996-98   | 44    |